# Marcipa bergeri
Marcipa bergeri är en fjärilsart som beskrevs av Pierre Joseph Pelletier 1975. Marcipa bergeri ingår i släktet Marcipa och familjen nattflyn. Inga underarter finns listade i Catalogue of Life.